# 마렉 아시라프
마렉 아시라프은 추판 왕조의 마지막 왕이었다.
하산 쿠첵이 암살당한 이후 추판 왕조는 마렉 아시라프와 그의 삼촌인 야기 바스티(Yagi Basti), 수르간(Surgan)의 각축장으로 변했다. 이 셋 중 추판 왕조를 다시 통일시킨 것은 마렉 아시라프였다. 야기 바스티는 암살당했고 수르간의 세력은 1345년에 괴멸됐다.
1347년, 마렉 아시라프는 그의 동생인 마렉 아스타(Malek Astar)를 보내 자라이르 왕조의 수도 바그다드를 공격하게 했다. 하지만 마렉 아스타는 자라이르 왕조와의 전투에서 크게 패하였고 원정은 대실패로 끝나고 말았다. 3년 뒤인 1350년에는 인주 왕조(Injuid Dynasty)를 공격했으나 큰 성과를 거두지 못했다.
마렉 아시라프의 재위기간 동안 추판 왕조는 자라이르 왕조와의 전투에서 받은 피해와 선페스트의 유행으로 무너지고 있었다. 결국 추판 왕조는 1357년에 킵차크 한국의 자니 벡 칸의 침략에 의해 멸망당했고 마렉 아시라프는 킵차크 한국군에 잡혀 처형당했다.
추판 조의 영토를 정복한 킵차크 한국은 통치의 어려움을 직감하고 1년 뒤인 1358년에 최종적으로 철수했으며 이 땅은 2년 뒤인 1360년에 자라이르 왕조의 우웨이스 1세의 손에 넘어갔다. 이 과정에서 마렉 아시라프의 아들인 티무르타스(Temurtas)도 사망하여 이후 추판 왕조의 존재는 완전히 역사 속으로 사라지게 되었다.